# St. Leon-Rot
St. Leon-Rot ist eine Gemeinde im Süden des Rhein-Neckar-Kreises in Baden-Württemberg in der Nähe von Heidelberg und Speyer.

## Geographie

### Geographische Lage
St. Leon-Rot liegt in der Kraichbachniederung, dem Oberrheingraben zugehörig, rund 18 Kilometer südlich von Heidelberg, gehört zum Rhein-Neckar-Kreis und ist Teil der Metropolregion Rhein-Neckar.

### Geologie
Mächtige Kies- und Sandschichten beginnen wenige Meter unter der Oberfläche und reichen teilweise bis in 1000 m Tiefe hinab. Der Pfälzerwald im Westen und der Odenwald im Osten präsentieren sich, von St. Leon-Rot aus gesehen, als Ränder der Tiefebene. Sie waren früher ein zusammenhängendes Gebirge, dessen Entstehung wahrscheinlich 225 Millionen Jahre zurückreicht.
Bei der Suche nach Erdöl, Erdgas und Kalisalzvorkommen haben mehr als 2000 Tiefenbohrungen und seismische Messungen ergeben, dass in der Tiefe des Rheingrabens, unter den Kies-, Sand- und Lettenschichten, dieselben Gesteinsarten vorkommen wie zu beiden Seiten an der Oberfläche der Randgebirge. Die verkippten und gegeneinander versetzten Schollen im Grabeninnern bestätigen einen Grabeneinbruch von gewaltigem Ausmaß. Der Höhenunterschied zwischen gleich alten Schichten am Königstuhl und im Grabenbereich, also die gesamte Sprunghöhe des Abbruchs, beläuft sich auf fast 5000 Meter. Dabei sind im Graben noch Gesteine des Muschelkalks des Keupers und weiter südlich auch des Juras erhalten geblieben, während sie im östlichen Hochgebiet der fortschreitenden Abtragung zum Opfer gefallen sind.
Erdölbohrungen führte man in den Jahren 1935–37 auf der Gemarkung der ehemaligen Gemeinde Rot durch. In der Nähe des Friedhofes, bei der heutigen Josefstraße und im Stegerfeld standen die Bohrtürme. Die Ausbeute war aber sehr gering, weshalb man die Bohrungen im Jahre 1937 wieder einstellte.
Im Wieslocher Wald, nahe der so genannten „Schnellpresse“ (Heidelberger Druckmaschinen AG), hatte man größeren Erfolg. In den Jahren 1951–1963 förderte man dort Erdöl, bereitete es auf und lieferte es mit Tankwagen der Bundesbahn nach Ludwigshafen am Rhein (BASF) und bis nach Bochum. 1963 wurde die Förderung unrentabel, da Erdöl aus dem Ausland billiger bezogen werden konnte.
Die Einsenkung des Rheingrabens vollzog sich nach und nach. Selbst heute sinkt der Oberrheingraben jährlich um 0,5 Millimeter ab. Im Laufe des Erdzeitalters füllte sich der Graben mit Meerwasser aus dem Süden. Auch die Flüsse und die wasserreichen Bäche der Randgebirge ergossen sich in die Senke. Sie füllten den Graben mit Geröll, Ton und Sand. Diese Ablagerungen bilden an einigen Stellen bis zu 1000 m dicke Schichten. Das Wasser floss zunächst nach Süden zum Rhône-Graben hin ab. Der angeschwemmte Schutt verstopfte diesen Abfluss, bis sich die Wassermassen beim heutigen Bingen einen Durchbruch nach Norden verschafften. So trocknete der Graben allmählich aus. Übrig blieb der Rhein, der in vielen Windungen die Rheinaue durchfloss, bis er vom Flussbauingenieur Johann Gottfried Tulla in der Mitte des 19. Jahrhunderts korrigiert und zum schiffbaren Strom wurde.
Die Eis- und Zwischeneiszeiten mit ihren starken Klimaschwankungen hatten damals Kalt- und Warmzeiten zur Folge und beeinflussten die Tier- und Pflanzenwelt sehr stark. Funde bei Ausbaggerungen in Kies- und Tongruben belegen, dass hier einmal Mammuts, Nashörner, Elche und Wisente lebten.
Heute gliedert sich die Rheinebene entlang einer Linie Speyer–St. Leon-Rot–Malsch von West nach Ost in folgende Naturräume:
- Am Rhein entlang dehnt sich zwischen Speyer und Altlußheim die Rheinniederung oder Rheinaue mit sumpfigen Nassböden, Altrheinarmen und Auwäldern mit ihren Pappeln, Erlen und Weiden aus. Sie geht in das 5–10 Meter über dem Strom gelegene Hochufer oder Hochgestade über, das hochwasserfreie Siedlungen wie Brühl, Ketsch, Hockenheim und Alt- und Neulußheim ermöglichte. Als Abgrenzung zur Stromaue bilden die Hochufer auch gleichzeitig den Übergang zur Rhein-Niederterrasse mit ihren alten Schotterflächen. Diese sind westlich des Rheins mit Lösslehm bedeckt und östlich des Stromes in unserer Gegend meist versandet.
- Aus den Sandmassen haben sich während und nach der Eiszeit Dünen gebildet, die sich früher weiterbewegt haben, heute aber längst bewaldet oder mit einer Pflanzendecke bewachsen sind. Die feineren Bestandteile des ehemaligen Rheinbettes wurden vom Wind ausgeweht und als Löss an der Bergstraße, in der Vorderpfalz und vor allem im Kraichgau abgelagert. Ein großer Teil dieser Lössschichten wurde von dort wieder in die Rheinebene als Schwemmlöss hinuntergespült.
- Die Niederterrassenlandschaft ist zum größten Teil mit Kiefernwäldern durchsetzt. Die waldfreien Sandböden dieser Zone bieten sich als Spargel- und Tabakanbaugebiet an. Zwischen den beiden Ortsteilen St. Leon und Rot ist die Fläche von der Kraichbachniederung durchbrochen. Diese ist ein ehemaliger Ausfluss der Murg-Kinzig-Rinne und weist Feucht- und Flachmoorböden im Kirr südlich und im „Bruch“ nordwestlich des Ortsteils Rot auf (Bruch: Sumpfland, vom althochdeutschen bruoh = Moorboden, Sumpf). Das durch Gräben entwässerte Feuchtgebiet im Kirr wird heute als Grün- und Ackerland genutzt.
- Das Niederungsgebiet im Roten Kirr zwischen Gärtenweg und Kraichbach und die höher gelegene Terrasse im Sentner westlich des renaturierten Kraichbachs sind zu naturnahen Golfplätzen umgestaltet, die dem ursprünglichen Charakter der Landschaft Rechnung tragen.
- Zwischen der Niederterrasse und der Vorbergzone (Hochterrasse) des Kraichgauer Hügellandes liegt die wesentlich niedrigere Gebirgsrandsenke der Kinzig-Murg-Rinne mit den Flussrinnen des Kraichbachs am südlichen Gemarkungsrand von Rot und des Leimbachs bei Wiesloch. Die Feucht- und Nassböden sowie die Auwälder dieser Niederungen entlang der Bahnlinie stehen oft unter Wasser.

### Landschaft und Klima
In der vor rauen Winden geschützten Lage in der Oberrheinischen Tiefebene liegt die Ursache für das milde Klima mit einer Durchschnittstemperatur von 10,3 Grad Celsius. Sie liegt mit 1,2 Grad Celsius über den Mittelwerten Deutschlands, wodurch bereits im zeitigen Frühjahr in der Ebene die Kirsch-, Pfirsich-, Mandel- und Pflaumenbäume blühen.
Lockerer Sandboden sowie Feuchtigkeit und Frühjahrswärme begünstigen den Anbau von Spargel und Tabak, Sonderkulturpflanzen, die während des Wachstums eine Luftwärme von 20–25 Grad Celsius und eine gleichmäßige Bodenfeuchtigkeit benötigen. Auf den fruchtbaren Lössfeldern der Ebene ist von Frühjahr bis Herbst Erntezeit. Feldgemüse wie Salat und Karotten sowie verschiedene Beeren- und Obstsorten werden eingebracht, um von der Großmarkthalle Heidelberg-Handschuhsheim vermarktet zu werden.

### Ausdehnung des Gemeindegebiets und Nachbargemeinden
Im Uhrzeigersinn betrachtet grenzt die Gemarkung St. Leon-Rots im Norden an die der Gemeinde Reilingen, weiter an die der Städte Walldorf und Wiesloch. Im Osten begrenzt das Gelände der Stadt Rauenberg und das der Gemeinde Malsch die St. Leon-Roter Flur. Südöstlich stößt die Mingolsheimer Gemarkung der Gemeinde Bad Schönborn ebenfalls im Wald auf St. Leon-Roter Gelände, wie die südlich gelegene Gemeinde Kronau sowie die Stadt Waghäusel. Alle drei zuletzt genannten Kommunen gehören zum Landkreis Karlsruhe. Im Westen schließen Waghäusel und Reilingen den Kreis der angrenzenden Nachbargemeinden.

### Gemeindegliederung
Die früher selbstständigen Gemeinden St. Leon und Rot schlossen sich zum 1. Januar 1974 zur Einheitsgemeinde St. Leon-Rot zusammen. Nach wie vor bestehen die beiden Ortsteile St.Leon und Rot, zwischen denen die schon bei der Fusion geplante neue Ortsmitte entstanden ist. Geographisch werden sie durch den Grenzweg getrennt.

## Geschichte
Seit 1974 besteht St. Leon-Rot aus den einst selbstständigen Gemeinden St. Leon und Rot. Auch früher, wohl bis zum Ende des 14. Jahrhunderts, lebten die Menschen in einer Gemeinde, bevor sich die Wege trennten und zwei eigenständige Dörfer entstanden.

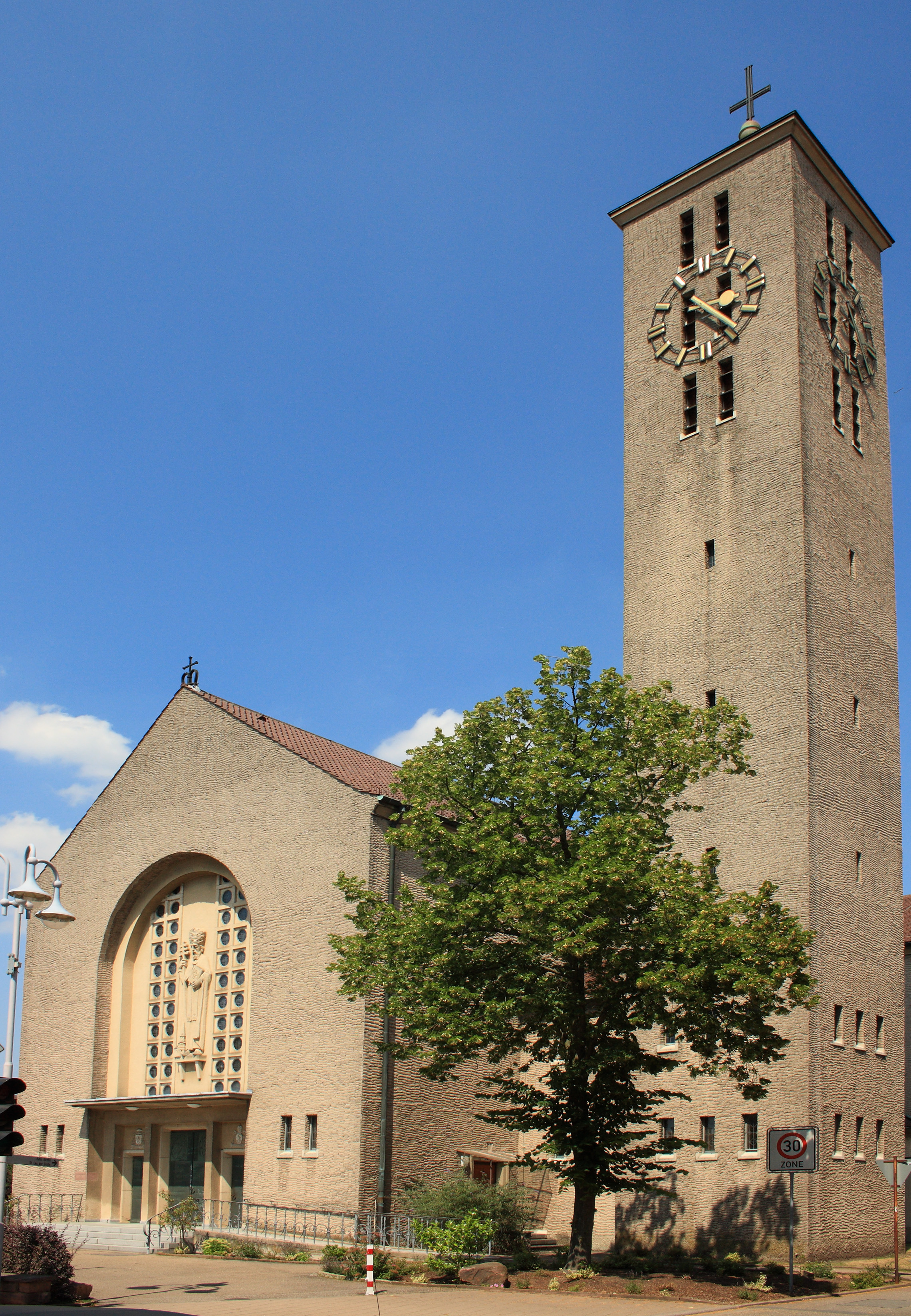
St. Leo der Große

853 wird erstmals ein Kanonikerstift namens St. Leo erwähnt (Patron: Leo der Große, Papst von 440 bis 461), aber erst 1157 wird das Bestehen eines gleichnamigen Ortes in einer Kaufurkunde des Bischofs Günther von Speyer bezeugt. Die Kontinuität des Patroziniums bzw. des Namens deutet auf eine Kontinuität auch der Siedlung hin. Papst Leo IX. soll eine Kirche in St. Leon geweiht haben, was aber urkundlich nicht nachgewiesen ist; diese Legende dürfte als Erklärung des nördlich der Alpen recht seltenen Leo-Patroziniums entstanden sein. Die erste urkundliche Erwähnung Rots ist auf das Jahr 1284 datiert. Die Trennung in die Orte St. Leon und Rot zeichnete sich ab, als 1397 für Rot ein eigener Schultheiß ernannt wird, und sie wurde wohl endgültig, als 1476 die Roter Kirche zur Pfarrkirche erhoben wurde, was allerdings erst von 1582 an bezeugt ist. Nach dem Dreißigjährigen Krieg, der die Bevölkerung stark dezimiert hatte, wuchs diese wieder an. Sie war allerdings bettelarm, was zu Auswanderungen nach Ungarn und Amerika führte.
St. Leon und Rot waren Teil des Hochstifts Speyer. St. Leon gehörte einschließlich Rot bereits mindestens seit 1157 zum Hochstift. Das von St. Leon aus entstandene und besiedelte Rot wurde etwa im 14. Jahrhundert als eigene Gemeinde mit eigener Gemarkung abgetrennt. St. Leon und Rot gehörten zum Amt Kislau des Hochstifts, seit 1771 zum Amt Philippsburg. Beide Orte lagen am Nordrand des Hochstift, nördlich davon begann die Pfalz. Anfang des 19. Jahrhunderts kamen die meisten rechtsrheinischen Gebiete des Hochstifts Speyer und der Pfalz und somit auch St. Leon und Rot samt ihrer weiteren Umgebung zu Baden.
Seit Anfang des 18. Jahrhunderts gewann der Tabakanbau an Bedeutung. Mitte des 20. Jahrhunderts kam der Hopfen hinzu. Bis Mitte der 1960er Jahre wurde hauptsächlich Landwirtschaft betrieben. Der Großteil der Fruchtziehung bestand neben Tierfutter, Getreide und Kartoffeln hauptsächlich aus Tabak, Spargel und Weintrauben; letztere auf benachbarter Gemarkung. Diese Sonderkulturen, die allerdings durch den Gelderwerb in Fabriken wieder an Bedeutung verloren, und die im 21. Jahrhundert in der Umgebung entstandenen Arbeitsplätze ergaben gemeinsam mit dem Spargelanbau bessere Einkommensverhältnisse und Lebensbedingungen.
Einen geschichtlichen Überblick mit Abschnitten „im Zeitgeschehen“ und historischen Postkarten findet man in den Texten von Willi Steger und Franz Stoll. Unter „Meine Heimat“ findet man darin Interessantes zu diversen historischen Persönlichkeiten und zu diversen historisch interessanten Gebäuden. Unter „Linkverzeichnis“ findet man u. a. Links zum Heimatverein Kraichgau, zu der Entwicklung der Mundart in St.Leon-Rot und zu den Heimatvereinen der Nachbargemeinden Kronau und Kirrlach.
Der strukturelle Wandel in der Umgebung, vor allem in Heidelberg und Wiesloch, sorgte auch hier mehr und mehr für das Aussterben der traditionellen Landwirtschaft. Großunternehmen wie die Heidelberger Druckmaschinen AG, die SAP SE und die KS Gleitlager GmbH, aber auch viele mittelständische Unternehmen sorgten in den Familien seither für Lohn und Brot.
Die Gebietsreform in Baden-Württemberg vereinigte 1974 wieder, was früher schon einmal zueinander gehörte. In den Jahren kurz vor der Fusion, vor allem aber danach wurde die Infrastruktur aufgebaut und vervollständigt. Schulen, Bäder, Freizeit- und Erholungseinrichtungen sowie ein ausgeprägtes Vereinsleben garantierten, dass die Einwohner sportlich, kulturell und in der Geselligkeit keine Abstriche hinzunehmen hatten. Herauszuheben ist die Erholungsanlage St. Leoner See und seit Mitte der 1980er Jahre auch das Veranstaltungszentrum Harres. In all den Jahren wurden in der Gemeinde auch Wohngebiete geschaffen. Zwei Gewerbegebiete, vor allem der Gewerbepark, sind die Basis dafür, den Arbeitnehmern in ausreichender Zahl Arbeitsplätze vor Ort anbieten zu können, wodurch der Wandel von der Wohngemeinde zum Gewerbe- und Industriestandort eingeläutet wurde.
Die Entwicklung beschleunigte sich seit Beginn der 1990er Jahre. Die Infrastruktur wurde weiter ausgebaut. Das Straßennetz des Orts wurde saniert, in diesem Zusammenhang Breitbandkabel verlegt und die Straßenbeleuchtung verkabelt. Die Versorgung mit Erdgas wurde vollzogen und in Wohngebieten Tempo-30-Zonen eingerichtet. Parallel dazu wurden die Ortskerne saniert und attraktiver gestaltet.
Das Angebot in der Betreuung von Kindern wurde vervollständigt und es wurden neue Schulräume bei den beiden Grund- und Hauptschulen (jeweils mit Werkrealschule) gebaut. Für die Gemeindeverwaltung wurden mit einem neuen Bauhof und dem neuen, zentral gelegenen Rathaus bessere Arbeitsbedingungen geschaffen. Das Rathaus entstand im, bei der Fusion festgelegten, neuen Ortszentrum, direkt neben dem Veranstaltungszentrum Harres. Gegenüber dem 1998 bezogenen Rathaus sorgen drei Lebensmittelmärkte für die Versorgung der Einwohner. Neben dem Rathaus wurde die evangelische Christuskirche und das Gemeindezentrum der evangelischen Kirchengemeinde mit Pfarrhaus gebaut. Dahinter ist das Seniorenzentrum St. Leon-Rot entstanden, das 60 Pflegeplätze und 20 Plätze im Bereich des betreuten Wohnens anbietet.
Seit Anfang 2012 ersetzt das neu gebaute Hallenbad „Badespaß“ die beiden in die Jahre gekommenen Schwimmhallen an den Schulen. Das Bad ist für die Schulen, Vereine und die Öffentlichkeit konzipiert und bietet mit einem 25-m-Schwimmerbecken, einem Mehrzweckbecken und Einrichtungen für die Kinder Sport und Erholung für jedermann.
Schräg gegenüber dem Rathaus hat das Privatgymnasium St. Leon-Rot sein Anfang 2007 bezogenes Domizil für rund 750 Schülerinnen und Schüler errichtet. Die Dietmar-Hopp-Sporthalle steht für den Schul- und Vereinssport nebenan.
Bei der Parkringschule wird ein Gebäude für die Kinderbetreuung gemeinsam mit einer Gymnastikhalle errichtet.

### Gemeindefusion
Die Bestrebungen der Landesregierung, im Zuge der Gebietsreform in den 1970er Jahren größere Verwaltungseinheiten zu bilden, machten auch vor St. Leon und Rot nicht Halt. Bei der ersten Bürgerbefragung lehnten die Bürger beider Kommunen eine Fusion ab. Nach einem Ultimatum der Landesregierung votierten 90 % der St. Leoner und 88 % der Roter Bürger bei einer Wahlbeteiligung von 45 % in St. Leon 50 % in Rot bei der zweiten Bürgerbefragung am 24. Juni 1973 für den Zusammenschluss. In getrennten Sitzungen stimmten die beiden Gemeinderäte mit je 10 Ja- und je 2 Neinstimmen bei je einer Enthaltung für den Zusammenschluss, der am 1. Januar 1974 rechtskräftig wurde.

### Einwohnerentwicklung
Bevölkerungsentwicklung ab 1871
| 1871 bis 1956 - 1871 – 02.952 - 1880 – 03.227 - 1890 – 03.453 - 1900 – 04.021 - 1910 – 04.214 - 1925 – 06.603 - 1933 – 05.032 - 1939 – 05.183 - 1950 – 06.489 - 1956 – 07.089 | 1961 bis 2002 - 1961 – 07.508 - 1965 – 08.389 - 1970 – 09.019 - 1976 – 10.033 - 1981 – 10.105 - 1987 – 10.526 - 1991 – 11.110 - 1995 – 11.643 - 1999 – 12.033 - 2002 – 12.108 | 2003 bis 2013 - 2003 – 12.149 - 2004 – 12.274 - 2005 – 12.436 - 2007 – 12.539 - 2008 – 12.706 - 2009 – 12.752 - 2010 – 12.839 - 2011 – 12.633 - 2012 – 12.740 - 2013 – 13.102 | ab 2014 - 2014 – 13.403 - 2015 – 13.560 - 2020 – 13.771 |

## Religionen

### Christentum
Sowohl Sankt Leon als auch Rot haben ihre eigenen Kirchen. Im Ortsteil St. Leon wurde die Kirche St. Leo der Große nach Papst Leo dem Großen benannt, während die Roter Kirche St. Mauritius den Namen des Heiligen Mauritius trägt. Im Jahr 2006 entstand die Seelsorgeeinheit Walldorf-St. Leon-Rot, die die beiden ansässigen Pfarreien mit Walldorf umfasst. Sie gehört zum Dekanat Wiesloch des Erzbistums Freiburg. Um die Kirchen befanden sich auch die ursprünglichen Begräbnisstätten der Teilorte, die im 19. Jahrhundert durch den heutigen Friedhof in St. Leon und den heutigen Friedhof in Rot ersetzt wurden.

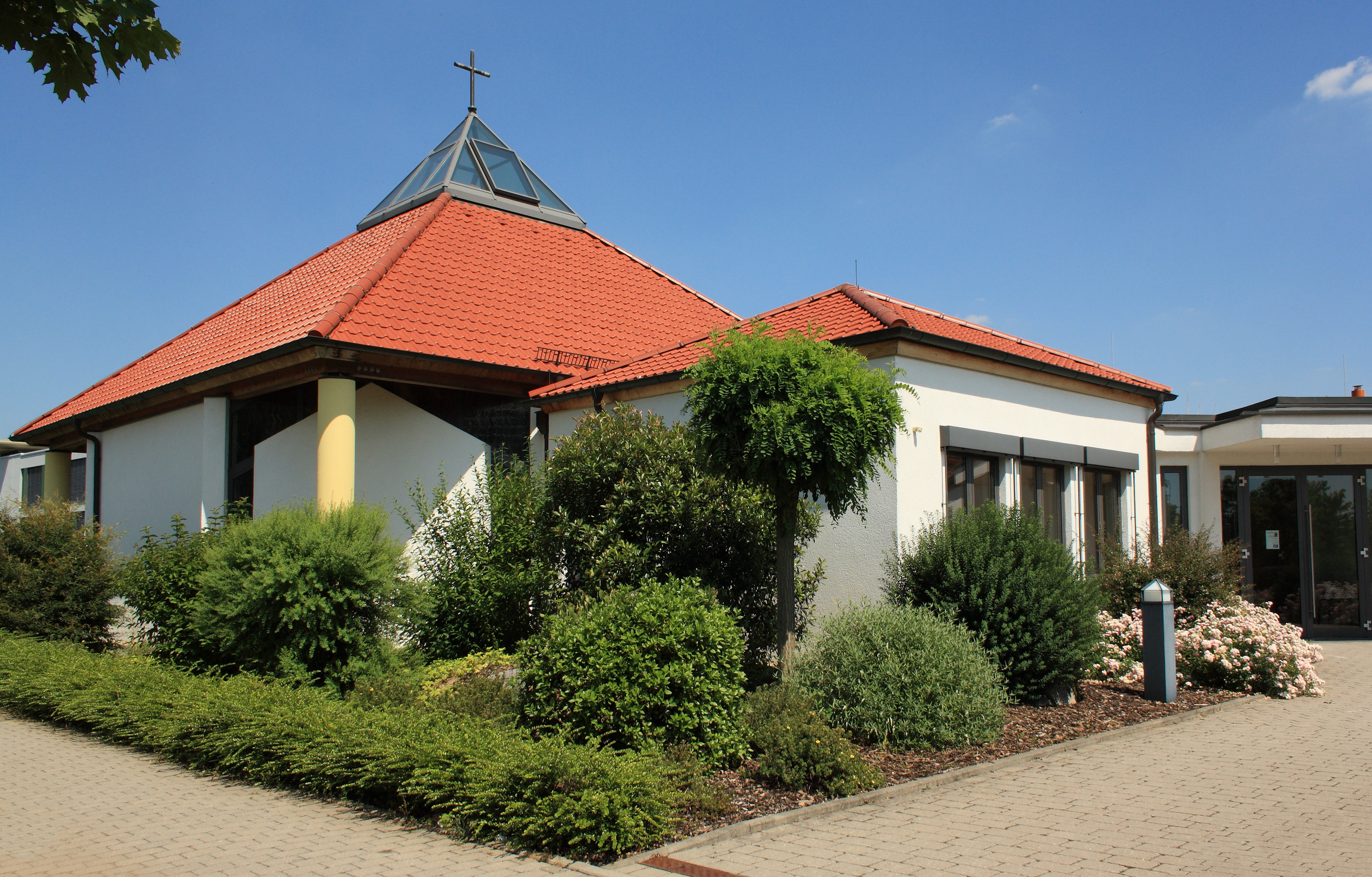
Evangelische Christuskirche

Die evangelische Glaubensgemeinschaft besitzt ebenfalls eine Kirche, auf die sie lange Jahre hingearbeitet hatte. Nach Abschluss aller Arbeiten fand am 29./30. März 2003 die offizielle Einweihung der Christuskirche statt. Die Kirche, verbunden mit dem Gemeindezentrum, und nebenan das Pfarrhaus wurde in der neuen Ortsmitte von St. Leon-Rot erbaut. Die Gemeinde gehört zum Kirchenbezirk Südliche Kurpfalz der Evangelischen Landeskirche in Baden.

### Konfessionsstatistik
Der Großteil der Bevölkerung in 2012 (58,5 %) gehörten der römisch-katholischen Glaubensgemeinschaft an, 15,3 % gehörten zur evangelischen Kirche, 3.381 Einwohner (2012) waren keiner Religion oder anderen Glaubensgemeinschaften angeschlossen. Von den Einwohnern gehören in 2017 7.105 (51,3 %) Personen der katholischen und 2.193 (15,8 %) Personen der evangelischen Kirche an. 4.552 Einwohner (32,9 %) sind anderen Religionen zuzurechnen oder gehören keiner Religionsgemeinschaft an.

## Politik

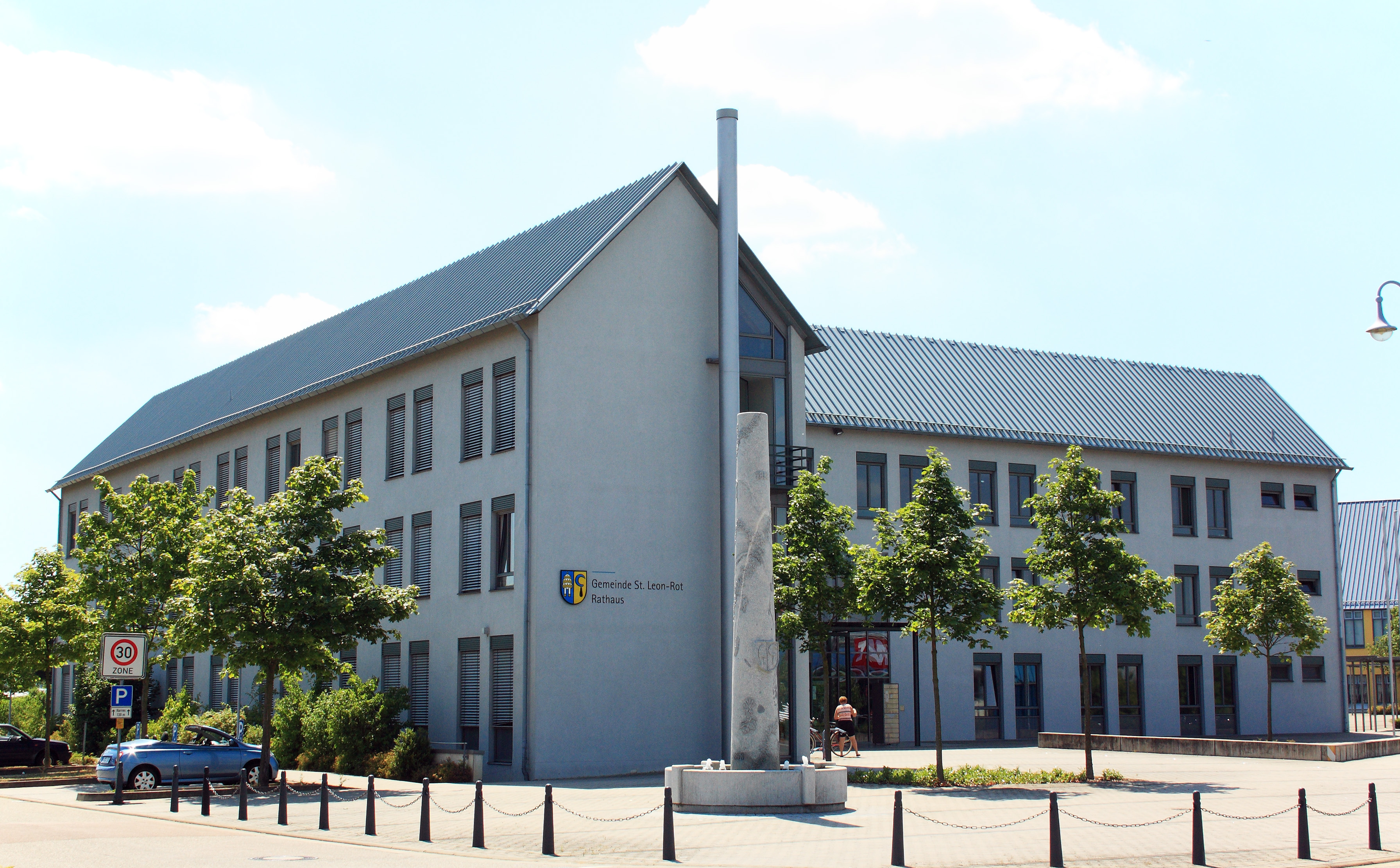
Rathaus

### Gemeinderat
Der Gemeinderat hat 22 Mitglieder, die für jeweils fünf Jahre direkt gewählt werden. Hinzu kommt der Bürgermeister als stimmberechtigter Ratsvorsitzender.
Die Kommunalwahl 2024 führte zu folgendem Ergebnis:
CDU: 24,9 % (6 Sitze)
Freie Wähler: 24,4 % (5 Sitze)
FDP: 17,9 % (4 Sitze)
Grüne: 12,8 % (3 Sitze)
AfD: 11,0 % (2 Sitze)
SPD: 9,1 % (2 Sitze)
Die Wahlbeteiligung in St. Leon-Rot lag bei 65,3 Prozent.

### Bürgermeister
Der Bürgermeister wird für eine Amtszeit von acht Jahren direkt gewählt. Alexander Eger ist seit 1998 Bürgermeister von St. Leon-Rot. 2006, 2014 und zuletzt 2022 wurde er in seinem Amt bestätigt.
- 1974–1998: Helmut Martin (CDU)
- seit 1998: Alexander Eger (FDP)

### Wappen
Die Blasonierung des Wappens der Gemeinde St. Leon-Rot lautet: „In von Blau und Gold gespaltenem Schild vorn eine silberne Tiara mit drei goldenen Kronen und goldenen Fransen, hinten eine blaue Sichel mit schwarzem Griff, die Schneide zum Schildrand gewendet.“
Es wurde zusammen mit der blau-gelben Flagge 1975 vom Innenministerium verliehen. Wappenfigur und Wappenbild wurden den Wappen der beiden ehemaligen Gemeinden entnommen. Sie stehen für die beiden Ortsteile.

St. Leon-Rot
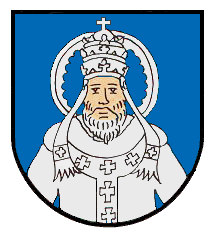
St. Leon
Rot

Das Wappen der ehemaligen Gemeinde St. Leon zeigt auf blauem Untergrund das Brustbild des Papstes Leo IX. im silbernen (weißen) Gewand, mit silberner (weißer) Tiara und silbernem (weißen) Heiligenschein. Papst Leo IX. soll 1049, nach einer Pfarrchronik aus dem Jahre 1800, die Kirche in St. Leon geweiht haben. Die silber-blaue Tingierung erinnert an die frühere Zugehörigkeit zum Hochstift Speyer.
Das Wappen der ehemaligen Gemeinde Rot ist längs und im vorderen (linken) Teil waagrecht gespalten. Das halbe silberne (weiße) Kreuz auf blauem Untergrund im vorderen Teil bestätigt die ehemalige Zugehörigkeit zum Hochstift Speyer. Die Sichel auf goldenem (gelbem) Untergrund ist das Ortszeichen, denn Rot ist wie viele Orte, deren Namen auf -rot oder -rot enden, aus einer Rodungssiedlung entstanden.

## Kultur und Sehenswürdigkeiten

### Ortsbild und Wahrzeichen

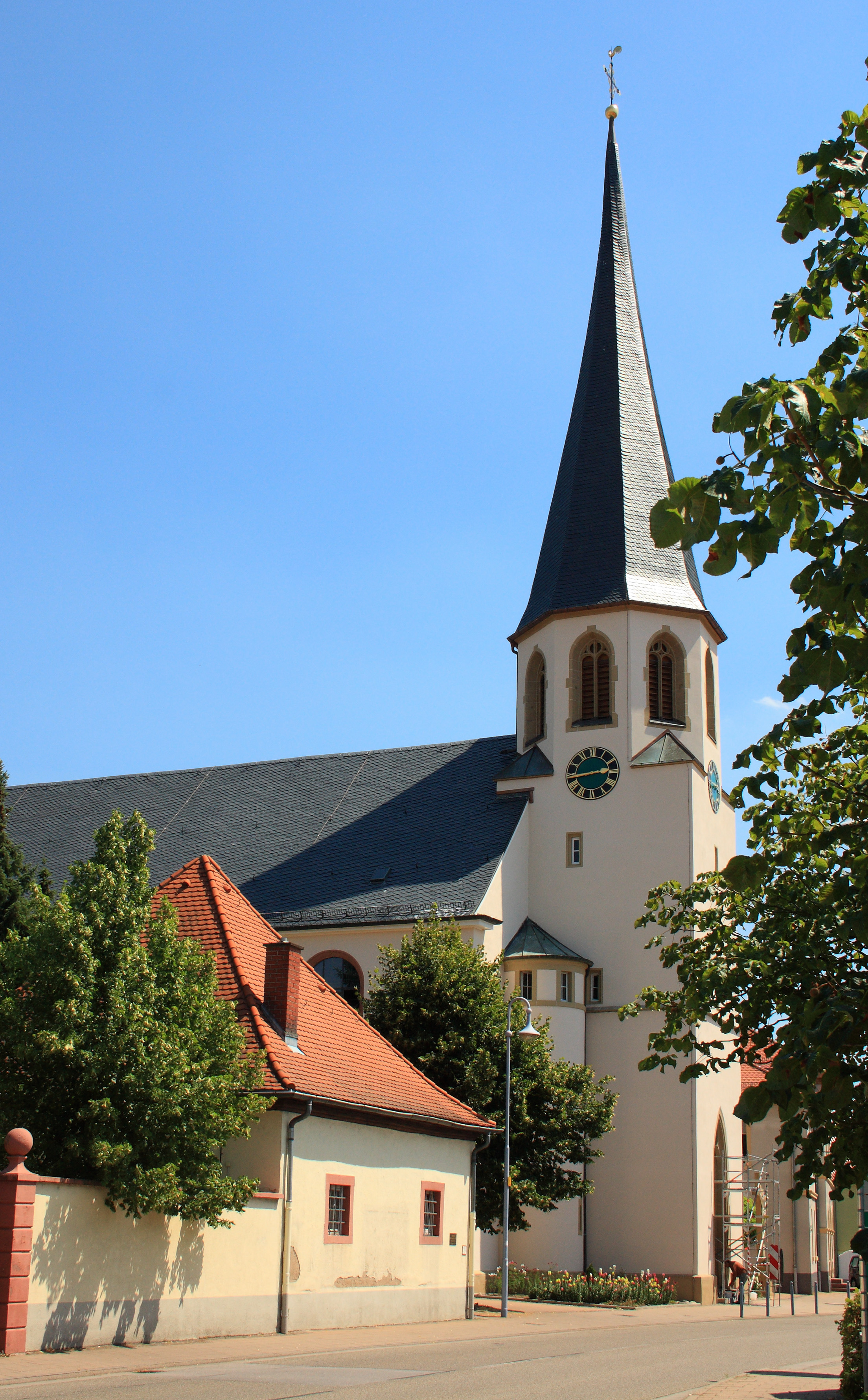
St. Mauritius

Seit über fünf Jahrhunderten bildet der Kirchturm zu St. Mauritius mit seinem massiven viereckigen Unterbau und der unverwechselbaren achteckigen Glockenstube das Wahrzeichen des Ortsteils Rot. Mit 43 Metern Höhe dürfte dieser im gotischen Stil gehaltene Turm das höchste und wohl älteste Gebäude der Gemeinde St. Leon-Rot sein. Mit dem Bau des Turms wurde nach Aufzeichnungen des Hochstifts zu Speyer etwa 1476 unter der Amtszeit von Bischof Ramung begonnen. Betritt man den Turm durch das Hauptportal, so kann man deutlich die fein ausgearbeiteten Schlusssteine des spätgotischen Turmgewölbes erkennen, die wie der gesamte Turm in gelbem Sandstein gehalten sind. Im Turm ist das Geläute der Pfarrgemeinde St. Mauritius aufgehängt, welches aus fünf Glocken besteht. Dieses Geläut wurde im Jahre 2003 durch zwei neue Glocken ergänzt.
- Christusglocke – 1600 kg – cis
- St. Mauritius – 1284 kg – dis
- St. Maria – 809,5 kg – fis
- Hl. Joseph – 600 kg – gis
- Hl. Schutzengel – 514 kg – ais

### Heimatmuseum

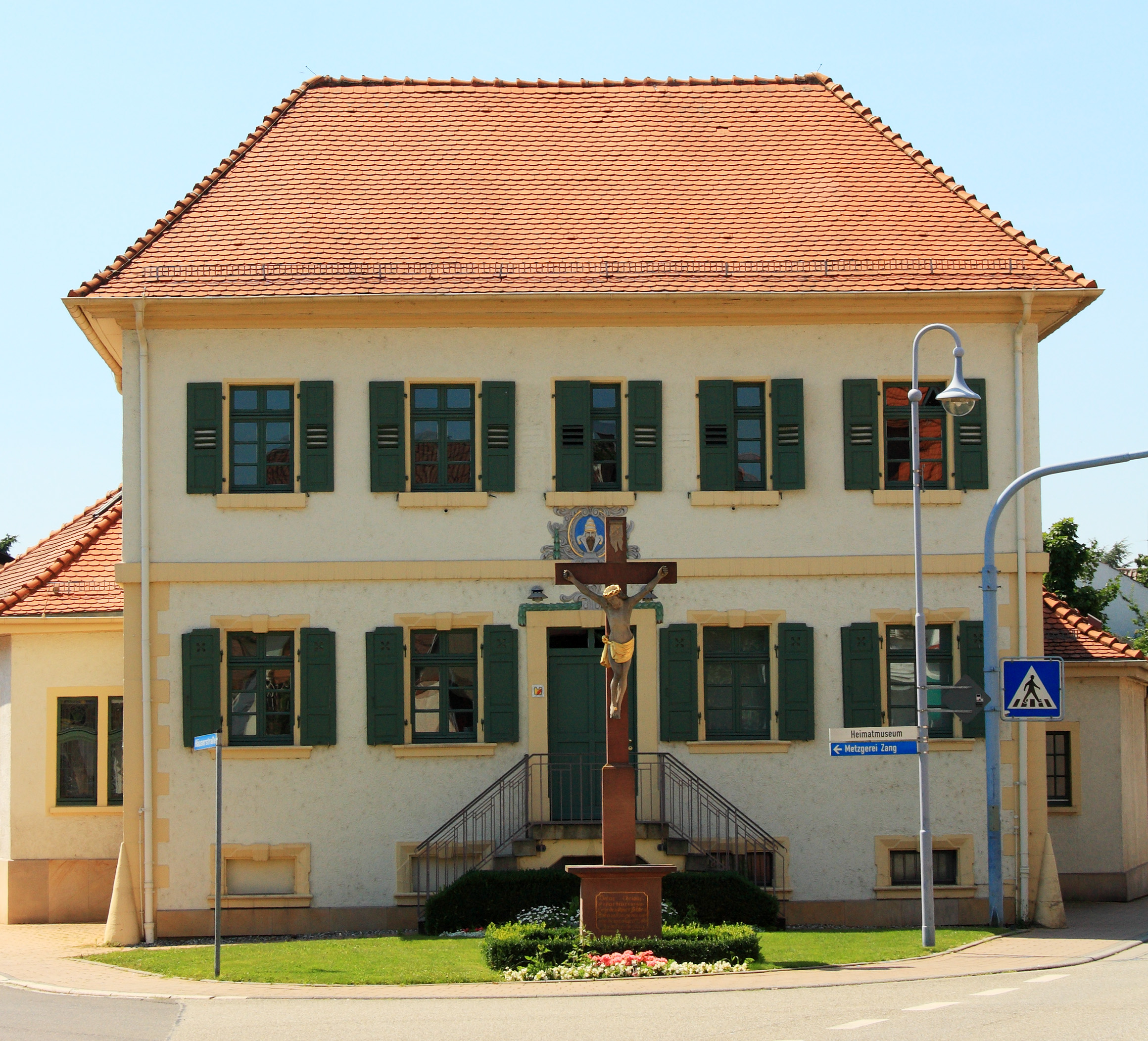
Heimatmuseum im ehemaligen Rathaus in St. Leon

Lange standen Überlegungen an, in St. Leon-Rot ein Heimatmuseum einzurichten. Nach der fachlichen Beratung durch die Landesstelle für Museumsbetreuung wurde davon abgesehen, ein herkömmliches Heimatmuseum zu schaffen, in dem oft nur Statisches geboten wird und man dadurch erfahrungsgemäß auf Dauer nur wenige Zuschauer erreicht. Chancen auf Publikumsgunst haben in der Regel nur so genannte Themenmuseen. Allerdings sind die für St. Leon-Rot passenden Themen (wie z. B. Tabak, Spargel) bereits besetzt. Die Konzeption sieht deshalb vor, neben einer Dauerausstellung zur Geschichte St. Leon-Rots wechselnde Ausstellungen zu verschiedenen Themen zu realisieren.
Im 1150. Jahr der Ersterwähnung des Klosters St. Leo öffnete das Museum St. Leon-Rot am 9. Februar 2003 seine Pforten. Für das Heimatmuseum stehen im Erdgeschoss Räume mit insgesamt rund 80 m² zur Verfügung, die durch einen separaten Eingang erschlossen sind. Auf bedruckten Stoffbahnen werden die Schwerpunkte Steinzeit, römische Besiedlungszeit und das Mittelalter dargestellt. Auf St. Leon-Roter Gemarkung gefundene Ausstellungsstücke unterstützen die verbale Darstellung. „Geschichte zum Anfassen“ wird im museumspädagogischen Raum geboten, der sich vor allem an die jüngeren Besucher wendet. Aber auch Erwachsene können dort zum Beispiel erfahren, wie mühsam es früher war, Korn zu mahlen. Auf die jüngere Geschichte geht die Darstellung „Vom Tabakfeld zum Golfplatz“ im dritten Raum des Museums ein. Dort werden in Wechselausstellungen spezielle Themen aufgegriffen.
Die Arbeit des Arbeitskreises Heimatgeschichte, der das Heimatmuseum von Anfang an betreut, wurde Ende 2006 gewürdigt. Das Museum St. Leon-Rot wurde zum Preisträger des Wettbewerbs „Vorbildliches Heimatmuseum“ und errang einen der beiden Hauptpreise, die mit einem Preisgeld in Höhe von 3.000 Euro versehen waren. Das Museum im alten Rathaus von St. Leon wurde als moderne Stätte der Dokumentation bezeichnet, die wegweisend ist. Der Preis wurde am 22. Mai 2007 von der früheren Regierungspräsidentin Gerlinde Hämmerle an Bürgermeister Alexander Eger und die Mitglieder des Arbeitskreises Heimatgeschichte überreicht.

### Veranstaltungszentrum Harres

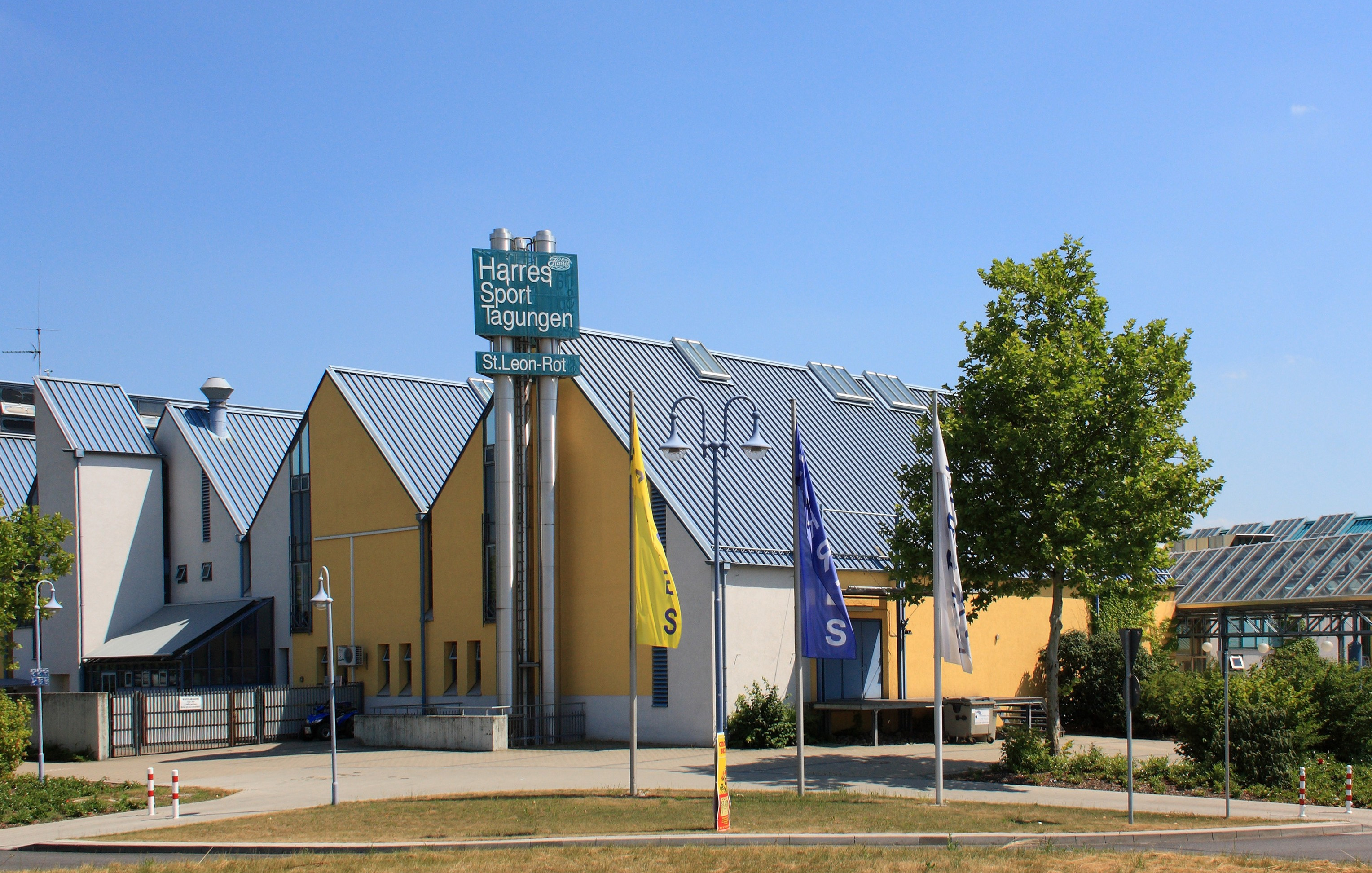
Veranstaltungszentrum Harres

Mit dem Harres wurde 1986 die Basis für eine neue Ortsmitte gelegt. Der Harres dient als Gebäude für Tagungen und Seminare. Zudem befindet sich dort eine Gastronomie, welche die Gäste verpflegt. Der Harres ist jedoch auch für andere Veranstaltungen wie z. B. Taufe, Hochzeit, Jubiläum- oder Geburtstagsfeier geeignet. Der „Badner Saal“, großer Saal im Harres, wird bei traditionellen Ballveranstaltungen z. B. anlässlich der Spargelzeit, während des Sauerkrautmarktes genutzt.
Die Großsporthalle mit Tribünen und zwei Spielfeldern ermöglicht den ortsansässigen Vereinen das regelmäßige Trainieren sowie das Austragen von Wettkämpfen. Ob Fußball, Badminton, Handball oder Volleyball, moderne Selbstverteidigung oder Seniorengymnastik, in dieser Sporthalle findet man für fast jede Sportart das benötigte Zubehör. Hobby- und Sportkegler können auf acht Bahnen die Kugeln rollen lassen, die sich im Untergeschoss, gegenüber der Sporthalle, befinden. In der Kegelstube werden auch kleine Feiern veranstaltet. Im Juli 2007 wurde die alte Kegelbahn, die seit 21 Jahren ihren Dienst geleistet hatte, abgerissen und es wurde eine neue, moderne 8-Plattenbahnen-Anlage errichtet. In jeder Theatersaison ist es möglich, Komödien und Schauspiele sowie Operetten und Konzerte live zu verfolgen.

### Sport

#### Golf

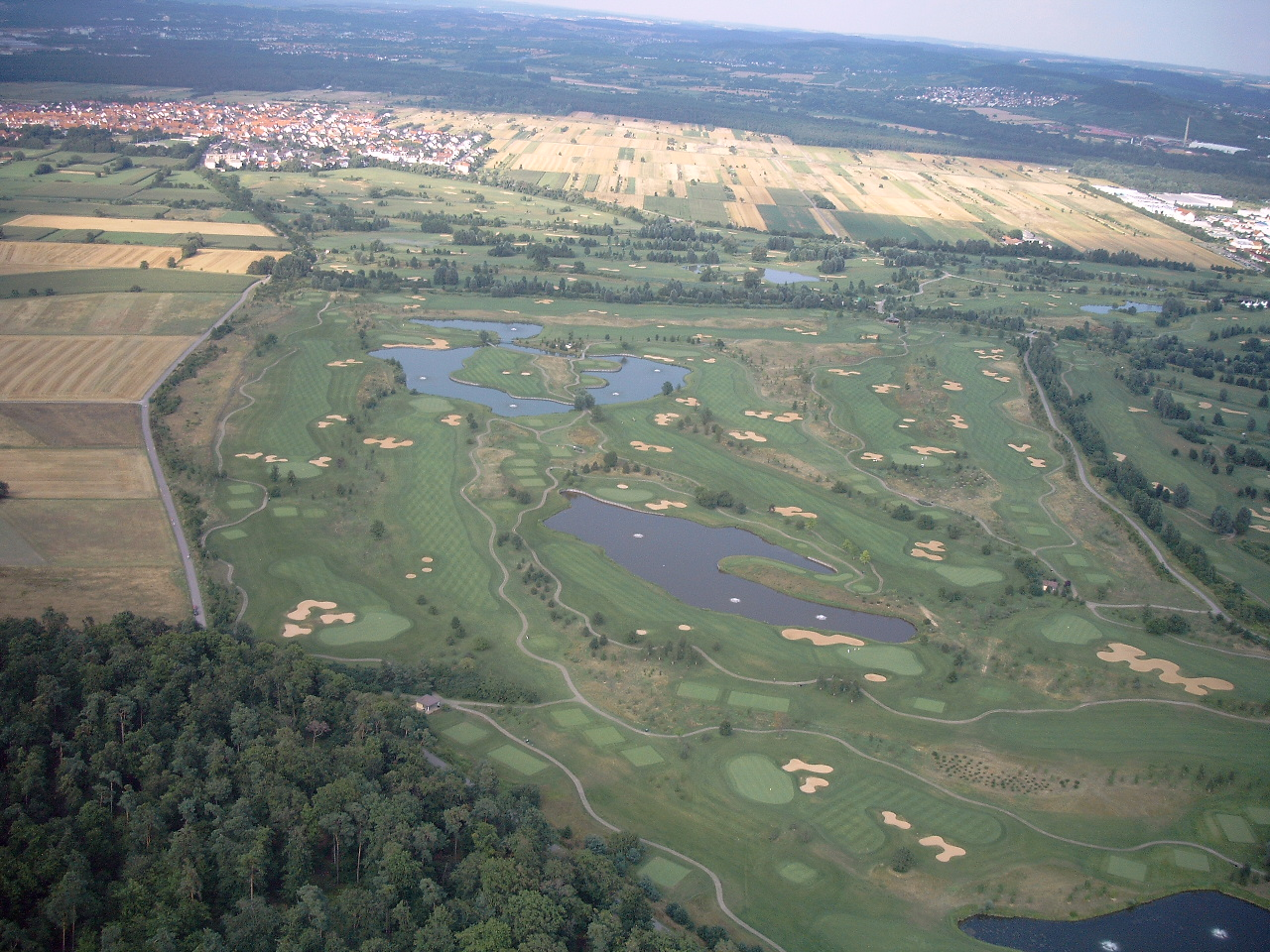
SAP-Golfplatz in St. Leon-Rot (Juli 2006)

Der 1997 gegründete Golf Club St. Leon-Rot betreibt seit 1997 eine Golfanlage, auf der zwischen 1999 und 2004 mehrfach das Deutsche Bank/SAP Open ausgetragen wurde. Zudem wurde 2015 der Solheim Cup ausgerichtet.

#### Fußball
In St. Leon-Rot sind drei Fußballvereine aktiv. Der FC Rot wurde 1958 gegründet, der VfB St. Leon 1967. Sowohl der FC Rot wie auch der VfB St. Leon verfügen über Juniorenmannschaften von den G-Junioren (Bambini) bis zur U-13 (D-Junioren) in eigener Verantwortung. Von der U-14 (C-Junioren) bis zur U-19 (A-Junioren) bilden die beiden Vereine seit einigen Jahren eine Spielgemeinschaft. Mit Beginn der Saison 2010/11 hat der VfB St. Leon außerdem noch eine Mädchenabteilung ab der Altersklasse U-14 gegründet. Darüber hinaus unterhalten beide Vereine noch jeweils zwei Herrenmannschaften sowie jeweils eine Altherren-Abteilung.
Der Fußballverein TSG 1899 Hoffenheim trägt die Heimspiele seiner Frauenteams auf dem Sportplatz des VfB St. Leon aus. Das erste Frauenteam der TSG 1899 Hoffenheim spielt in der 1. Bundesliga (2013/14). Die Frauenteams der TSG 1899 Hoffenheim waren im Jahr 2000 aus der Spielgemeinschaft 1. FC Mühlhausen/VfB St. Leon hervorgegangen.

#### Handball
Der Handballsport war früher ein Aushängeschild der Gemeinde. So zeichnete sich der TSV 05 Rot in diesem Sport besonders aus, als der Verein von 1966 bis 1968 in der neugegründeten Feldhandball-Bundesliga und von 1981 bis zum freiwilligen Rückzug 1988 in der 2. Handball-Bundesliga spielte. Heute spielt die erste Herrenmannschaft in der Badenliga. Daneben wird der Handball in der Gemeinde noch durch die HSG St. Leon/Reilingen vertreten, deren erste Herrenmannschaft in der Landesliga Nord aktiv ist und die Damen in der 3. deutschen Handballliga.

### Regelmäßige Veranstaltungen

#### St. Leoner Sauerkrautmarkt
Der Sauerkrautmarkt findet seit seiner ersten Erwähnung im Jahr 1482 statt, wobei davon ausgegangen werden kann, dass der Markt bereits in den Jahren zuvor existierte; dies ist aber nicht belegt. Aus dem Jahre 1482 existiert eine Urkunde, in der der Speyerer Bischof Ludwig I., Freiherr von Helmstädt, bestimmte, dass das jährliche Standgeld „uf dem marckt zu sant lene“ dem Waldfaut (Faut = Vogt) Bernhard Billung vom Burgberg zukommen solle. Der St. Leoner Markt war ein Krämermarkt, der die Einwohner früher mit allem Notwendigen für den Haushalt versorgte. Wie einst verfügt, findet der Sauerkrautmarkt „im Flecken drinne“, also im Ort statt. Auch heute noch finden die angebotenen Waren und Dienstleistungen Abnehmer unter den Besuchern aus nah und fern. Der Name Sauerkrautmarkt rührt daher, dass er alljährlich im November, also zu der Zeit veranstaltet wird, in der das erste frische Sauerkraut neuer Ernte auf den Tisch kommt.
Der Jahrmarkt wird immer am ersten Sonntag und Montag nach Allerseelen abgehalten; auf das Marktwochenende wurde Anfang des letzten Jahrhunderts auch die St. Leoner Kirchweih gelegt, so dass sich Waren- und Vergnügungsangebot ergänzen. Das Kirchweihfest beginnt bereits samstags und endet am Dienstag nach dem Markt.

#### Roter Straßenkerwe
Basierend auf der Kerwe, die allmählich an Interesse und Attraktivität verloren hatte, wurde 1979 die Roter Strooßekerwe aus der Taufe gehoben. Seither wird am ersten Wochenende im Oktober im Ortsteil Rot die Straßenkerwe gefeiert, dazu aus dem Kreis der Vereinsvorstände ein Kerwe-Gemeinderat gebildet und in einer öffentlichen Wahlzeremonie auf der Hauptstraße des Ortsteils ein Kerwe-Bürgermeister gewählt, dem ein Kerwe-Büttel hilfreich zur Seite steht. Diese Veranstaltung wird von den ansässigen Roter Ortsvereinen getragen und ist weithin als das Oktoberfest des Bruhrain bekannt. Die Vereine bieten hier allerlei Leckereien an, die in den Straußwirtschaften verzehrt werden können. Schausteller steuern Vergnügungsstände bei, so dass auch das Kirchweihfest noch zu seinem Recht kommt.

#### St. Leoner Straßenfest
Seit mehr als 20 Jahren feiern die St. Leoner Vereine ihr Straßenfest in der Ortsmitte St. Leons, dem ein aus den Reihen der Vereinsvorstände stammender Regent vorsteht. Unter der Ägide der jährlich wechselnden Regenten bzw. Regentinnen hat sich diese Veranstaltung inzwischen auch zu einer traditionellen Veranstaltung gemausert.

### Kulinarische Spezialitäten
In St. Leon-Rot ist seit vielen Jahren der Spargel (Asparagus officinalis) heimisch, der auf der sandreichen Gemarkung ideale Voraussetzungen vorfindet. Die Intensivkultur, der der Ort die Bezeichnung „Spargelgemeinde“ verdankt, begann in St. Leon um 1887 und in Rot in den zwanziger Jahren des 20. Jahrhunderts. Auch heute ist St. Leon-Rot eine der größten Spargelanbaugemeinden im Einzugsbereich der Großmarktgesellschaft Heidelberg-Handschuhsheim. Dem wurde dadurch Rechnung getragen, dass die Badische Spargelstraße durch die Gemeinde führt. In St. Leon begann der organisierte Verkauf im Jahre 1929 mit der Errichtung eines Spargelmarktes, der dazu diente, das Produkt der Spargelpflanzer ertragreicher verkaufen zu können. Am 24. April 1929 genehmigte das badische Ministerium des Innern das Abhalten des Spargelmarktes, der aber nur kurz Bestand hatte. In den folgenden Jahren gab es keinen Spargelmarkt mehr, sondern nur noch eine zentrale Sammelstelle am Rathaus, von dort wurde der Spargel täglich durch die Großmarktgesellschaft Heidelberg abgeholt. 1952 gründeten die St. Leoner Spargelpflanzer den Spargel- und Obstbauverein mit dem Ziel, Anbau und Vertrieb des Spargels zu fördern. 1954/55 errichtete der Verein eine Spargelhalle als zentrale Sammelstelle, die Ende der 1960er Jahre schon nicht mehr ausreichte und 1970 durch eine größere Halle in der Kirrlacher Straße ersetzt wurde. In Rot, das keinen Spargelverein besaß, wurde der Spargel an eine private Sammelstelle geliefert und von dort aus dem Heidelberger Großmarkt zugeführt. Die Ernteerträge beider Ortsteile waren beträchtlich. In der Haupterntezeit wurden in St. Leon täglich 100 bis 150 Zentner abgeliefert. Die Anbaufläche hat sich hier seit 1934 von 16,9 Hektar auf 120 Hektar im Jahr 1979 vergrößert. In Rot liegt sie heute etwa bei 53 Hektar. Der Spargel hat in St. Leon-Rot eine lange Tradition, die sich auch darin ausdrückt, dass zahlreiche Zubereitungsarten bekannt sind. In der Zeit zwischen Ende April bis zum Johannistag im Juni beherrscht der Spargel die Gemeinde und die Region kulinarisch und wird in vielen Gaststätten und bei Festen ackerfrisch angeboten.

## Wirtschaft und Infrastruktur

### Wirtschaft
Bürgermeister Isidor Thome (1954–1968) siedelte 1962 die damalige Tochter der Metallgesellschaft, die Firma Kolbenschmidt, im Gewann Stegerfeld an (das Werk gehörte ab 1994 zu Magna und seit 1997 zu TRW). Bedingung war, dass eine Geländereserve von rund 77 Hektar bereitgestellt wurde. Nachdem der damalige Gemeinderat zugestimmt hatte, war die Basis für den heutigen Gewerbepark gelegt. Lange Jahre lag dieses Optionsgelände brach, bis der Gemeinderat 1990 die Entscheidung traf, die Geländereserve für die Ansiedlung von Gewerbe und Industrie zu nutzen. Gemeinsam mit der Metallgesellschaft wurde eine Erschließungs- und Vermarktungs-GmbH gegründet. 1995 geriet die Metallgesellschaft allerdings wegen Öltermingeschäften in Finanznot und beschloss, die rund 35 Hektar Gelände und 42 Werkswohnungen zu verkaufen. Der Gemeinderat nahm die Chance wahr und übernahm die Anteile, so dass der Gewerbepark weiter erschlossen und vermarktet werden konnte. 21 Millionen DM wurden in drei Bauabschnitte investiert und Betriebe angesiedelt, wobei auf Solidität und Umweltverträglichkeit der anzusiedelnden Firmen sowie auf zusätzliche Arbeitsplätze und Steuereinnahmen Wert gelegt wurde.
1995 bezog die SAP Deutschland ihr erstes Gebäude im Gewerbepark St. Leon-Rot. Seit 1996 befindet sich das Logistikcenter mit Druckerei, Versand und Lager im Gewerbepark. Anfang 1998 traf die SAP die Entscheidung, den Standort St. Leon-Rot auszubauen. Vorangegangen war der Beschluss des Gemeinderats zum Bau eines Servicecenters mit rund 1.100 Arbeitsplätzen. Mit Investitionen von 100 Millionen DM wurde damit eine Entwicklung eingeleitet, die viele Arbeitsplätze schuf. Im Jahr 2000 beschäftigte allein die SAP im Gewerbepark mehr als 2.000 Mitarbeiter. Weitere rund 600 kamen hinzu, nachdem weitere Bürogebäude und das Rechenzentrum bezogen worden waren. Der letzte Bauabschnitt führte dazu, dass die SAP im Gewerbepark St. Leon-Rot mehr als 4.000 Arbeitsplätze etabliert hat.
Infolge des Zuzugs der SAP haben sich weitere Firmen angesiedelt, so dass auf dem ehemals brachliegenden Gelände des Gewannes Stegerfeld heute eine Industrie- und Gewerbeansiedlung mit dem Flair eines Parks entstanden ist.

### Verkehr
St. Leon-Rot ist über die Autobahnen A 5 Frankfurt–Karlsruhe (Ausfahrt Nr. 39 Walldorf/Wiesloch oder Nr. 41 Kronau) und A 6 Mannheim–Heilbronn (Ausfahrt Nr. 32 Wiesloch/Rauenberg) an das überörtliche Verkehrsnetz angebunden. Ergänzt wird die verkehrstechnische Erschließung durch die Bundesstraßen 3 und 39. Die 2008 fertiggestellte L 546 neu entlastet als Umgehungsstraße die Hauptstraßen des Ortsteils Rot. Die parallel verlaufende Flurbereinigung soll für ein auch nach dem Bau der Straße funktionierendes Radwegenetz sorgen.
Der an der Bahnstrecke Heidelberg–Bruchsal–Karlsruhe gelegene S-Bahn-Haltepunkt Rot/Malsch garantiert den Anschluss an den regionalen und überregionalen Schienenverkehr. Neben der S-Bahn RheinNeckar verkehren Buslinien nach Walldorf, Wiesloch, Malsch und zum Bahnhof Neulußheim. Auf diese Weise besteht im ÖPNV Verbindung nach Mannheim. St. Leon-Rot gehört zum Tarifgebiet des Verkehrsverbunds Rhein-Neckar.
Durch St. Leon verläuft als Landes-Radfernweg der Heidelberg-Schwarzwald-Bodensee-Radweg. Er führt von Heidelberg nach Radolfzell. Er verläuft dabei von Heidelberg kommend an Reilingen vorbei nach St. Leon und weiter über Kronau nach Bruchsal und Bretten.

### Naherholung
Für den Bau des Autobahnknotens „Walldorfer Kreuz“ sowie den Bau der Autobahn A 6 baute man Kies ab. Es entstanden drei Seen. Einer hat eine Fläche von 10 ha und eine Tiefe bis zu 27 m. Er wird als Badeweiher genutzt. Man kann mit Wohnwagen oder Wohnmobil campen, es gibt Campinghäuser und Schlafhütten. Vorhanden sind auch private Wasserskianlagen, eine Grillhütte, ein Bolzplatz und eine Beachvolleyball-Anlage; auch Tauchen ist möglich. Neben dem Badesee gibt es zwei weitere Seen mit zusammen 16 Hektar Fläche. Hier kann man Surfen und Segeln sowie auch Angeln.

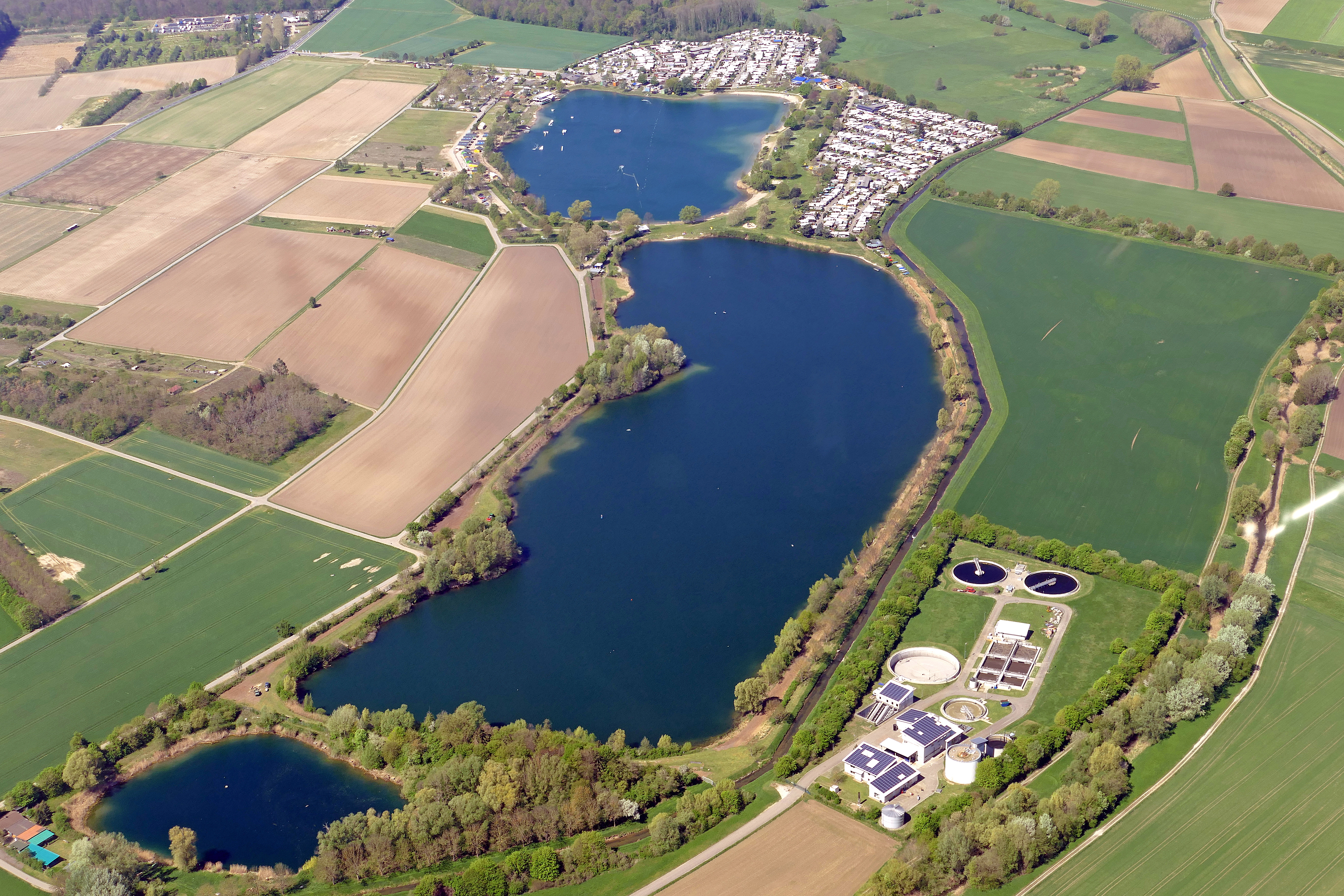
Luftbild der Erholungsanlage St. Leoner See und seiner zwei Nachbarseen.

### Bildung

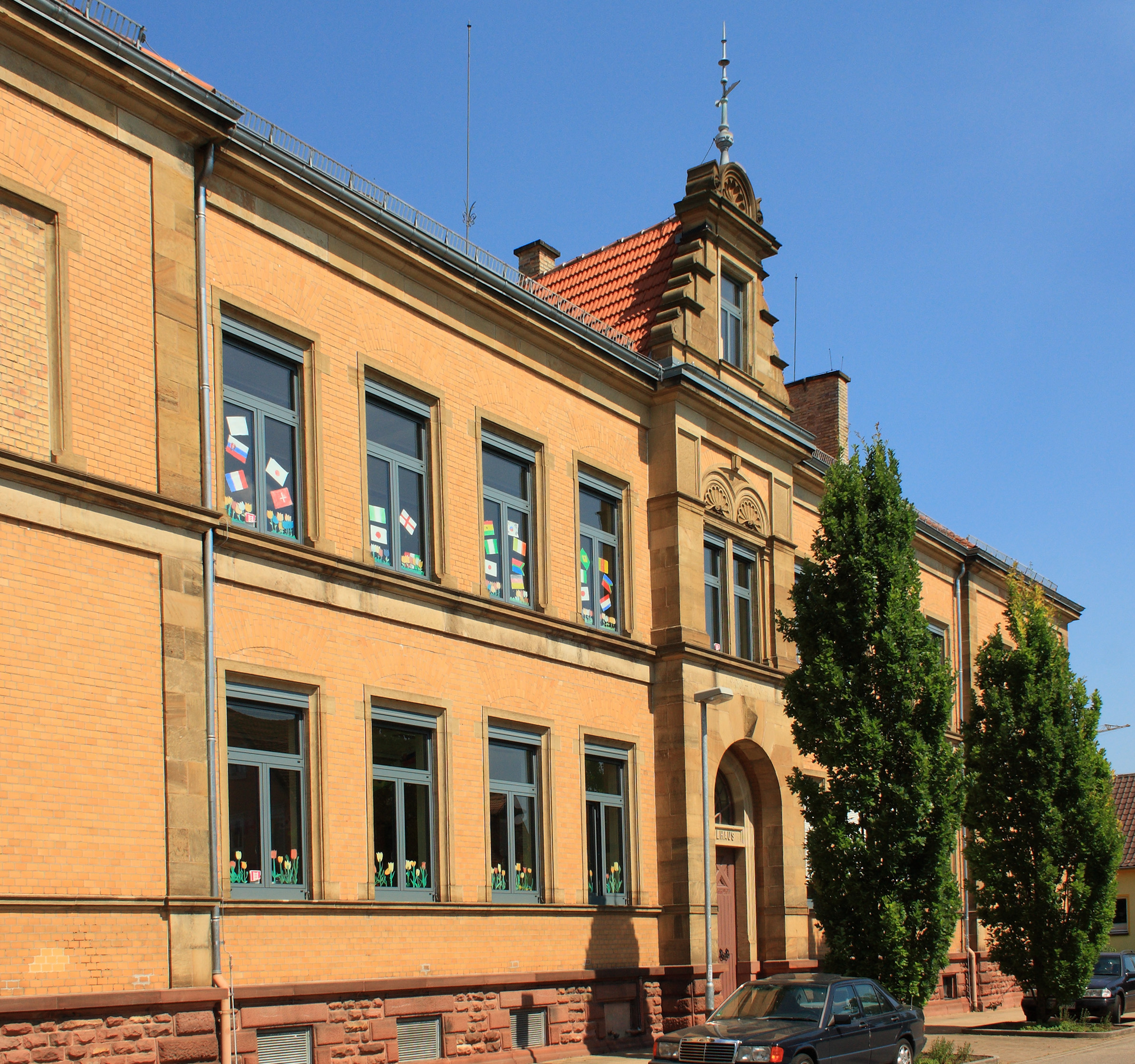
Alte Mönchsbergschule

In zwei staatlichen Schulen, einer Grundschule (Mönchsbergschule) und einer Grund- und Gemeinschaftsschule
(Parkringschule), sowie dem Löwenrot-Gymnasium können die Kinder ausgebildet werden. Die Ära der Hauptschule wurde nach dem Schuljahr 2010/11 in St. Leon-Rot beendet. Seit Beginn des Schuljahres 2010/11 wurden beide Hauptschulen zu einer Werkrealschule zusammengeschlossen. Diese Werkrealschule hat ihren Sitz an der Parkringschule; an der Mönchsbergschule waren die Klassenstufen fünf und sechs der Werkrealschule eingerichtet worden; wegen des Rückgangs der Schülerzahlen ist die Werkrealschule an der Parkringschule konzentriert. Andere weiterführende Schularten befinden sich in Walldorf, Wiesloch oder Heidelberg.
Das Schulwesen entwickelt sich auch in St. Leon-Rot fort. Ab dem Schuljahr 2012/13 werden die Klassen 5 und 6 der Werkrealschule als Ganztagsschule geführt. Ab dem Schuljahr 2014/15 wird die Werkrealschule Gemeinschaftsschule werden. Dies haben Gemeinderat und Schulkonferenz beschlossen. Der Antrag wurde im September 2013 gestellt, zum Schuljahr 2014/15 die Werkrealschule durch die Gemeinschaftsschule abzulösen.
Die Musikschule Südliche Bergstraße und die Volkshochschule Südliche Bergstraße (mit Außenstelle in St. Leon-Rot) sind vor Ort aktiv und bieten eine Vielzahl von Kursen an.

### Medien
Als Bekanntmachungsorgan der Gemeinde erscheinen seit fast 40 Jahren die Gemeindenachrichten zunächst in den früher selbstständigen Gemeinden, heute auch in St. Leon-Rot. Als Herausgeber fungiert die Gemeinde, verlegt wird die Wochenschrift vom ortsansässigen Verlag Nussbaum Medien, der sich im Gewerbepark ansiedelte.
Über St. Leon-Rot und die Region berichtet täglich die Rhein-Neckar-Zeitung.

## Persönlichkeiten

### Ehrenbürger
- Helmut Martin, von 1968 bis 1974 Bürgermeister der damals selbstständigen Gemeinde Rot und von 1974 bis 1998 Bürgermeister der fusionierten Gemeinde St. Leon-Rot, als Anerkennung für seine Verdienste um die Gemeinde St. Leon-Rot
- Anton Kremer, von 1991 bis 2007 Beigeordneter der Gemeinde, aufgrund seines Engagements für die Gemeinde, für das Rote Kreuz und die Russlandhilfe
- Dietmar Hopp (* 1940), einer der Gründer der SAP, gründete eine Stiftung für örtliche Sportvereine und half bei der Finanzierung des Seniorenzentrums St. Leon-Rot.

### Persönlichkeiten, die vor Ort gewirkt haben
Der Musiker Franz Schnuckenack Reinhardt wurde am 17. Februar 1921 in Weinsheim geboren. Er zog im Jahre 1982 nach St. Leon-Rot, wo er mit seiner Frau Sita bis zu seinem Tode am 16. April 2006 wohnte. Der niederländische Ichthyologe Ad Konings hatte von 1991 bis 1996 seinen Verlag Cichlid Press in St. Leon-Rot. Der Politiker Norbert Knopf sitzt im Gemeinderat von St. Leon-Rot.